# Kroppach

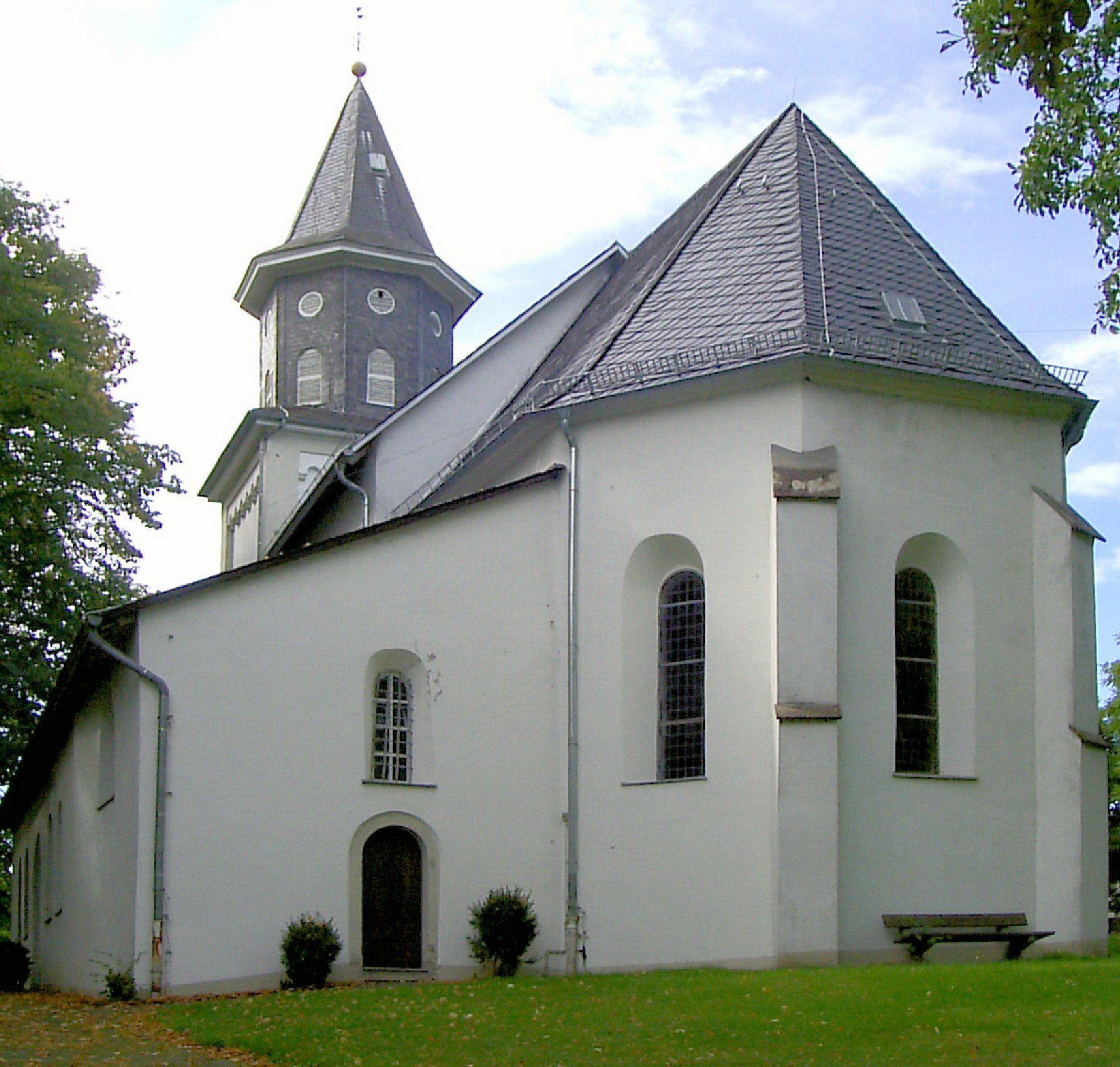
Evangelische Kirche Kroppach

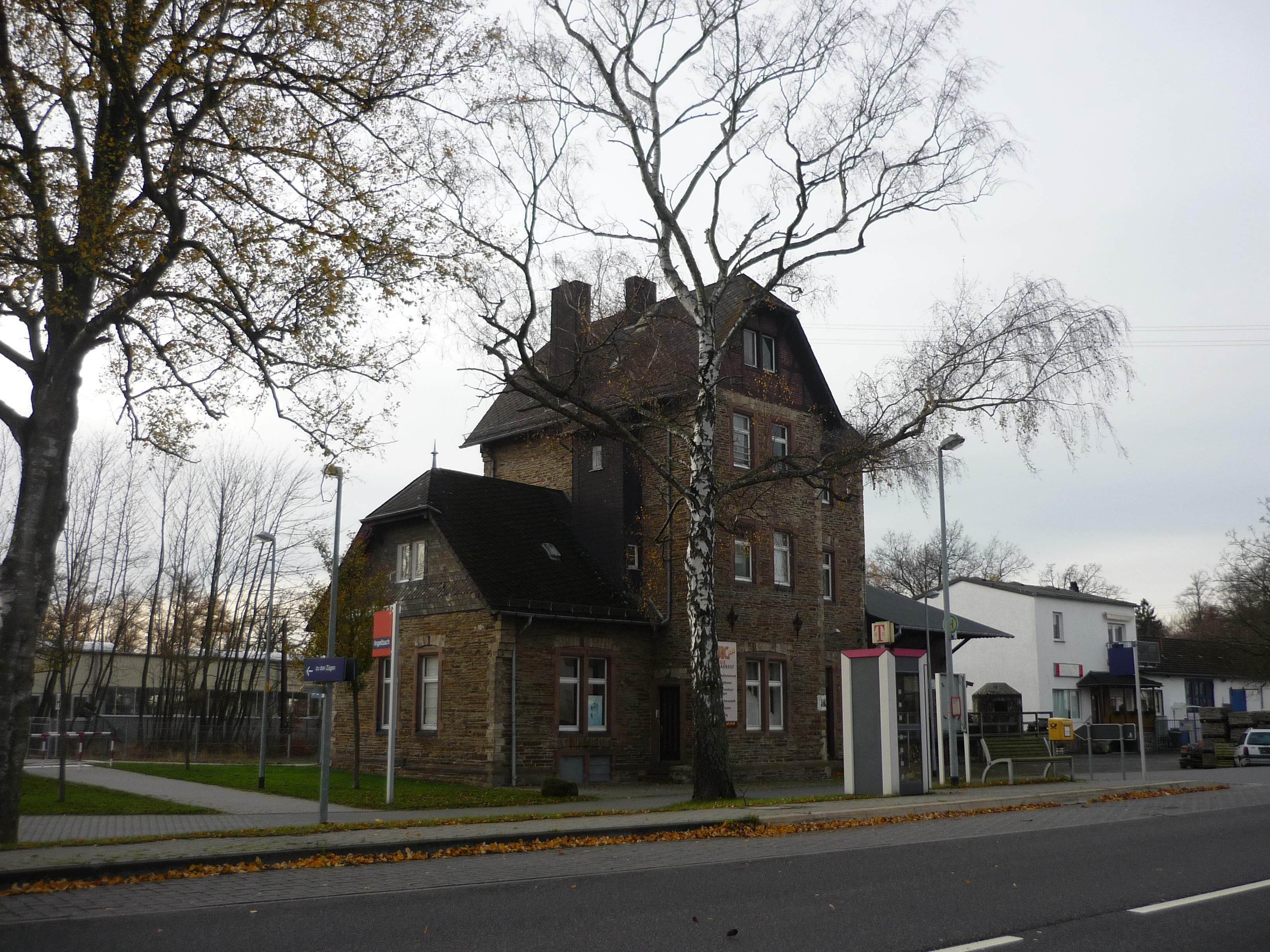
Bahnhof Ingelbach bei Kroppach

Kroppach ist eine Ortsgemeinde im Westerwaldkreis in Rheinland-Pfalz. Die landwirtschaftlich strukturierte Wohngemeinde gehört der Verbandsgemeinde Hachenburg an.

## Geographie
Die Gemeinde liegt 319 m hoch zwischen Hachenburg und Altenkirchen und wird als das Tor zum Natur- und Landschaftsschutzgebiet Kroppacher Schweiz bezeichnet. Im Nordosten des Orts liegt Heimborn, im Osten Heuzert, im Südosten Marzhausen, im Südwesten Ingelbach und im Westen Giesenhausen. Zu Kroppach gehört auch der Wohnplatz Haus Mehl.

## Geschichte
Erstmals wird Kroppach im Jahre 1199 urkundlich erwähnt. Die Ortsnamensforschung lage eine Gründung zwischen dem 6. und 9. Jahrhundert n. Chr. nahe. Kroppach war lange Zeit der Sitz des Kirchspiels Kroppach sowie eines Zentgerichtes und besaß ein eigenes Gerichtssiegel. Zumindest zeitweise waren folgende Orte Teil des Kirchspiels: Kroppach, Heuzert, Atzelgift, Helmeroth, Limbach, Mörsbach, Stein und Wingert, Giesenhausen, Burbach, Astert, Ehrlich, Idelberg-Gellershof, Kundert, Luckenbach, Marzhausen, Mudenbach, Nieder- und Obermörsbach, Oberhattert, Streithausen, Hommelsberg, Müschenbach sowie mehrere Wüstungen und heute in andere Orte aufgegangene Kleinsiedlungen der Region. Da das Kirchspiel nicht nur religiöse Funktionen, sondern auch Verwaltungsaufgaben hatte, war Kroppach damit ein wichtiges politisches Zentrum der Region. Im Hochmittelalter handelte es sich bei einem großen Anteil der Bewohnern des Kirchspiels um Vogtleute, die im Vergleich zu Leibeigenen über größere persönliche Freiheitsrechte verfügten und geringere Abgaben leisten mussten. In den folgenden Jahrhunderten verschlechterte sich der Rechtsstatus vieler Bewohner jedoch. Kirchlich war Kroppach im Mittelalter Teil des Dekanats Siegburg im Erzbistum Köln. Ein eigener Pfarrer ist erstmals für das Jahr 1300 nachgewiesen, ein Lehrer, der für das gesamte Kirchspiel zuständig war, für 1599. Kirchlich übernahm eine Kapelle vor dem Tor der Abtei Marienstatt mehrere Zentralfunktionen des Kirchspiels von der Kirche in Kroppach.
Bis Mitte des 17. Jahrhunderts war Kroppach landesherrlich ein Teil der Grafschaft Sayn. Die Einwohner wurden nach der Einführung der Reformation in der Grafschaft Sayn erst lutherisch und später reformiert. Nach der Landesteilung der Grafschaft Sayn im 17. Jahrhundert gehörte Kroppach zur Grafschaft Sayn-Hachenburg. 1661 wurde eine sogenannte Kirchspiel-Winterschule eingerichtet, an der ab 1731 schließlich auch das ganze Jahr über unterrichtet wurde.
Im Jahr 1680 wird erstmals der Abbau von Schiefer in der Kroppacher Gemarkung überliefert, ein Leiendecker (Schieferdachdecker) im Ort erstmals 1589.
1799 ging die Grafschaft auf dem Erbweg an die Fürsten von Nassau-Weilburg. Im Zusammenhang mit der Bildung des Rheinbundes kam die Region und damit auch Kroppach 1806 an das neu errichtete Herzogtum Nassau. Unter der nassauischen Verwaltung war Kroppach dem Amt Hachenburg zugeordnet. Nach der Annexion des Herzogtums Nassau kam der Ort 1866 an das Königreich Preußen und gehörte von 1868 an zur Provinz Hessen-Nassau und zum Oberwesterwaldkreis. Seit 1946 ist Kroppach Teil des Landes Rheinland-Pfalz.
Bevölkerungsentwicklung
Die Entwicklung der Einwohnerzahl von Kroppach, die Werte von 1871 bis 1987 beruhen auf Volkszählungen:
| Jahr | Einwohner               |
| 1579 | 16 Häuser               |
| 1624 | 15 Feuerstätten         |
| 1669 | 16 Schatzungspflichtige |
| 1760 | 128                     |
| 1815 | 185                     |
| 1835 | 183                     |
| 1871 | 204                     |

| Jahr | Einwohner |
| 1905 | 274       |
| 1939 | 362       |
| 1950 | 477       |
| 1961 | 487       |
| 1970 | 530       |
| 1987 | 567       |
| 2005 | 656       |

Zudem wird 1681 erstmals ein jüdischer Einwohner genannt, 1703 zwei und 1782 drei jüdische Familien.

### Lauterbach
Im Jahr 1335 wird erstmals der Hof Lauterbach erwähnt, der rund einen Kilometer nordwestlich von Kroppach lag. 1812 wurde er in Parzellen aufgeteilt und verkauft. Spätestens im Jahr 1818 war die Hofstelle wüst.

## Politik

### Bürgermeister
Michael Birk wurde im Juni 2012 Ortsbürgermeister von Kroppach. Bei der Direktwahl am 26. Mai 2019 wurde er mit einem Stimmenanteil von 63,78 % für weitere fünf Jahre in seinem Amt bestätigt. Er wurde im Juni 2024 wiedergewählt.
Birks Vorgänger Rainer Räder war Anfang März 2012 überraschend verstorben.

### Wappen
| Wappen von Kroppach | Blasonierung: „In Schwarz ein goldener Kelch mit roter Innenwand und mit einem roten, blauen und roten Edelstein besetzten sechsseitigen Fuß.“ |
| Wappen von Kroppach | |

## Kultur und Sehenswürdigkeiten

### Kroppacher Schweiz
Kroppach liegt inmitten des 1969 ausgewiesenen Landschaftsschutzgebiets Nistertal, das landläufig als Kroppacher Schweiz bezeichnet wird. Die Kroppacher Schweiz wird von zahlreichen ausgewiesenen Wanderwegen entlang des Laufs der Großen Nister durchzogen. Zu den bekanntesten zählen der Westerwaldsteig, der Marienwanderweg – ein alter Pilgerpfad, der das Zisterzienserkloster Marienstatt mit dem Franziskanerkloster Marienthal verbindet – und der Naturlehrpfad an das Ende der Welt bei Stein-Wingert.

### Kirche
Für die unter Denkmalschutz stehende evangelische Kirche wird als Entstehungszeitraum das frühe 12. Jahrhundert angenommen, möglicherweise ist sie noch älter. Urkundlich nachgewiesen ist sie erstmals im Jahr 1199. Der Chor und das südliche Seitenschiff sind aus dem 13. Jahrhundert, das nördliche Seitenschiff ist jünger. Der Westturm wurde im Jahr 1835 errichtet, nachdem der alte Turm durch Blitzschlag zerstört worden war. Erst 1950 entdeckte man die im Chor unter dem Verputz verborgenen Fresken aus dem 16. Jahrhundert, die teils figürliche Darstellungen zeigen, teils ornamentalen Charakter haben. Die Kanzel ist ein Werk des 17. Jahrhunderts. Die gusseiserne Grabplatte des Bertram von Holdinckhausen (1576) gilt als bedeutendes Werk der Siegerländer Eisengießerei. Ähnliche Platten, nur mit veränderter Aufschrift, befinden sich im Kloster Marienstatt und in Ferndorf im Siegerland.
Erwähnenswert ist auch das steinerne Taufbecken auf eifeler Basaltlava aus romanischer Zeit. Es stand ehemals vor dem Pfarrhaus und befindet sich nun im Landschaftsmuseum Westerwald in Hachenburg.

### Weitere Sehenswürdigkeiten

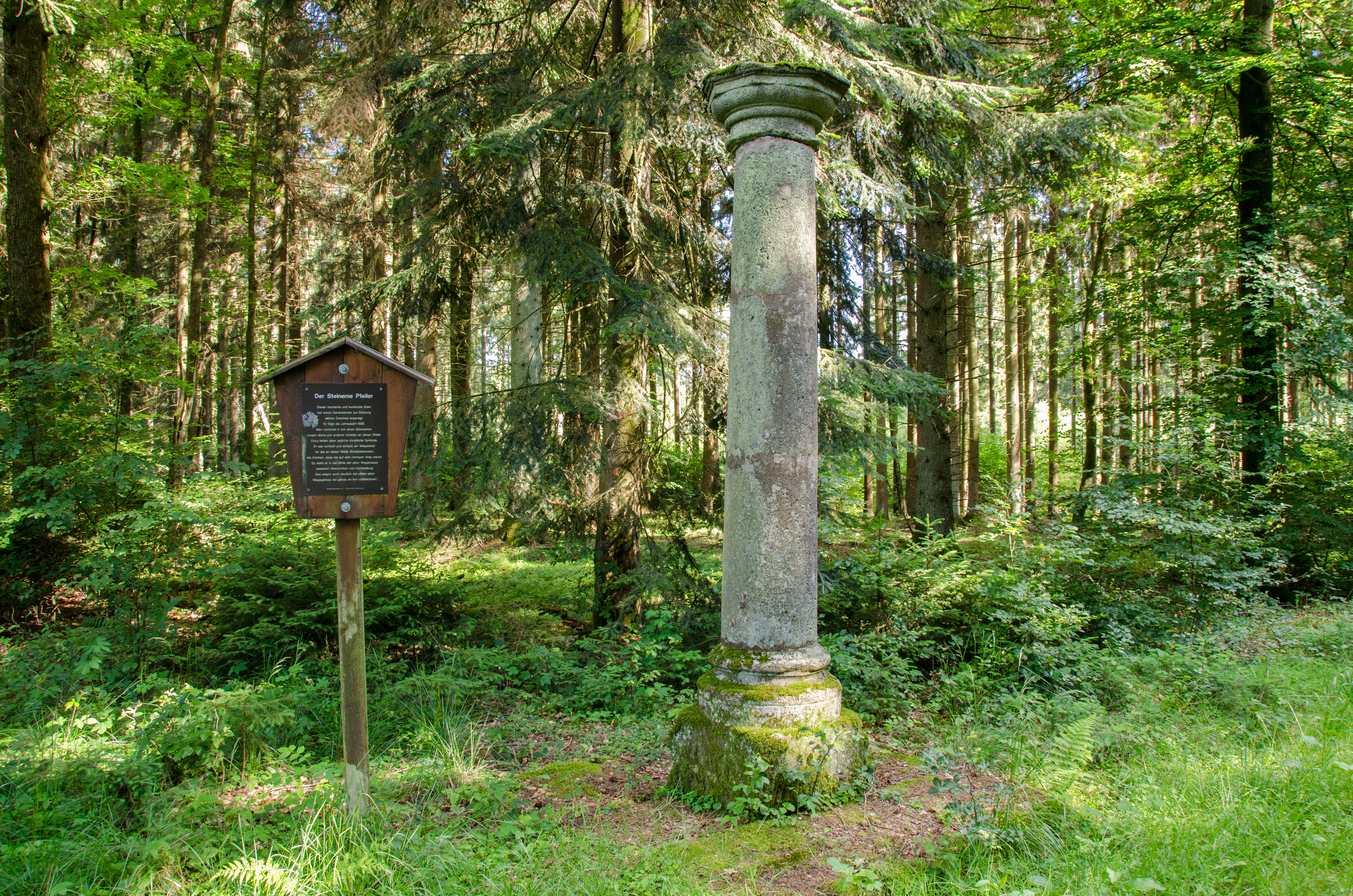
Steinerne Pfeiler bei Kroppach

Als Naturdenkmal gilt der Eichenbestand an der Jagdhütte in dem Wiesental zwischen Kroppach und Marzhausen. Dort befand sich Altkroppach. eine Wüstung, auf die auch die Flurbezeichnung „Die alte Kroppach“ hinweist. An dieser Stelle war die ältere Siedlungsstelle Kroppachs. Die Aufgabe der Siedlung mag mit der Erbauung der Kapelle und späteren Pfarrkirche Kroppach zusammenhängen.
Der Steinerne Pfeiler. der schon im Wald in der Gemarkung Mudenbach 100 m südlich der Bundesstraße 414 steht, ist wahrscheinlich eine Hoheitssäule, ein Grenzstein oder ein Entfernungsmessstein gewesen. Er trägt die Jahreszahl 1595. Neben der Säule sieht man noch die Fahrspuren der früheren ungepflasterten Köln-Leipziger Straße. Er ist als Kulturdenkmal geschützt.

## Verkehr
- Südlich des Ortes verläuft die B 414, die von Altenkirchen nach Hachenburg führt.
- Die nächsten Autobahnanschlussstellen sind in Siegen, Wilnsdorf oder Herborn an der A 45 (Dortmund–Gießen).
- Unweit des Ortes befindet sich der Bahnhaltepunkt Ingelbach an der Eisenbahnstrecke Bahnstrecke Limburg–Altenkirchen (Limburg(Lahn)-Westerburg-Nistertal/Bad Marienberg-Hachenburg-Altenkirchen (Westerwald)-Au (Sieg)-Betzdorf (Sieg)-Siegen-Kreuztal), auf welcher die Züge der Regionalbahnlinie RB 90 der Hessischen Landesbahn HLB, Bereich Dreiländerbahn, nach dem Rheinland-Pfalz-Takt ca. stündlich verkehren.
- Am etwa 15 km entfernt gelegenen Bahnhof Au (Sieg) besteht zudem Anschluss an die Züge des Rhein-Sieg-Express (RSX), welcher unter der Liniennummer RE 9 zwischen Aachen, Düren, Köln, Siegburg/Bonn, Au (Sieg), Betzdorf (Sieg), Wissen und Siegen verkehrt sowie zur S 12, welche zwischen Düren, Köln, Siegburg/Bonn und Au (Sieg) verkehrt.